# Canton de Bretteville-sur-Laize
Le canton de Bretteville-sur-Laize est une ancienne division administrative française située dans le département du Calvados et la région Basse-Normandie.

## Géographie
Ce canton était organisé autour de Bretteville-sur-Laize. Son altitude variait de 7 m (Mutrécy) à 203 m (Fontaine-le-Pin) pour une altitude moyenne de 99 m.

## Histoire
Du 17 février 1800 au 10 septembre 1926, ce canton faisait partie de l'arrondissement de Falaise. Il fait depuis partie de l'arrondissement de Caen.

## Représentation

### Conseillers d'arrondissement (de 1833 à 1940)
Le canton de Bretteville avait deux conseillers d'arrondissement.
| Période                                  | Période      | Identité                                                | Étiquette | Qualité |
| ---------------------------------------- | ------------ | ------------------------------------------------------- | --------- | --- |
| 1833                                     | 1842         | Paul Louis Pagny (1793-1860)                            |           | Huissier de justice, maire de Bretteville                                                                   |
| 1833                                     | 1848         | Étienne Eugène Pagny (1793-1870)                        |           | Notaire, maire de Maizières                                                                                 |
| 1842                                     | 1858         | Félix Cautru                                            |           | Maire de Fresney-le-Vieux                                                                                   |
| 1848                                     | 1852         | M. Roberge                                              |           | Propriétaire à Bretteville-sur-Laize                                                                        |
| 1852                                     | 1871         | Étienne Eugène Pagny                                    |           | Notaire, maire de Maizières, juge de paix                                                                   |
| 1858                                     | 1866 (décès) | Bernard Plaichard de La Choltière (1802-1866)           |           | Propriétaire du château, maire des Moutiers-en-Cinglais                                                     |
| 1866                                     | 1874 (décès) | Louis Henry Subtil de Beaumont (1826-1874)              |           | Maire de Boulon                                                                                             |
| 1871                                     | 1880 (décès) | Léon des Rotours (1802-1880)                            |           | Conseiller municipal de Bray-la-Campagne                                                                    |
| 1874                                     | 1884         | Charles Paulmier fils                                   |           | Propriétaire à Bretteville                                                                                  |
| 1880                                     | 1884         | Georges des Rotours fils, Baron de Chaulieu (1840-1907) |           | Miltaire, propriétaire à Bray-la-Campagne                                                                   |
| 1884                                     | 1891 (décès) | Jules Léon Landelle (1842-1891)                         |           | Propriétaire à Saint-Sylvain                                                                                |
| 1884                                     | 1895         | Paul Alexandre Lebray                                   |           | Maire de Gouvix                                                                                             |
| 1891                                     | 1898         | Désiré Gaugain                                          |           | Adjoint au maire de Bretteville                                                                             |
| 1895                                     | 1910         | Albert Pellerin                                         |           | Maire de Cintheaux                                                                                          |
| 1898                                     | 1910         | Louis Paixhans                                          | Libéral   | Propriétaire du château de La Bijude, et à Paris, éleveur à Bretteville                                     |
| 1910                                     | 1919         | Jules-Norbert Blin                                      | Radical   | Propriétaire, adjoint au maire de Bretteville                                                               |
| 1910                                     | 1919         | Léon-Ludovic Heurtin (1857-1920)                        | Radical   | Agriculteur, maire de Bû-sur-Rouvres                                                                        |
| 1919                                     | 1931         | Désiré Paul Guille                                      |           | Maire de Magny-la-Campagne                                                                                  |
| 1919                                     | 1931         | Jean Simon                                              |           | Maire de Fourneville                                                                                        |
| 1931                                     | 1940         | Charles Drouet                                          |           | Maire de Vieux-Fumé                                                                                         |
| 1931                                     | 1934         | Maurice Simon                                           |           | Huissier à Bretteville-sur-Laize                                                                            |
| 1934                                     | 1940         | Fernand Michel                                          |           | Maire de Cauvicourt                                                                                         |
| 1940                                     |              |                                                         |           | Les conseils d'arrondissement ont été suspendus par la loi du 12 octobre 1940 et n'ont jamais été réactivés |
| Les données manquantes sont à compléter. |              |                                                         |           | |

### Conseillers généraux de 1833 à 2015
| Période | Période      | Identité                     | Étiquette                         | Qualité |
| ------- | ------------ | ---------------------------- | --------------------------------- | --- |
| 1833    | 1836         | Jacques Édouard Leclerc      | Majorité ministérielle            | Président du tribunal de commerce de Falaise, député (1827-1831, 1837-1842), pair de France, élu également dans le premier canton de Falaise |
| 1836    | 1848         | Georges Simon père           |                                   | Avocat à Caen, maire de Grainville |
| 1848    | 1883         | Charles-Pierre-Paul Paulmier | Centre droit                      | Avocat, député (1846-1848, 1849-1851, 1865-1870), sénateur (1876-1885), président de la chambre de commerce de Caen                          |
| 1883    | 1907 (décès) | Charles-Ernest Paulmier      | Républicain Libéral               | Député (1885-1907) |
| 1907    | 1934 (décès) | Octave Biré                  | URD                               | Avocat à Caen, maire de Bretteville-le-Rabet (1900-1927)                                                                                     |
| 1934    | 1940         | Maurice Simon                | URD                               | Huissier à Bretteville-sur-Laize, conseiller d'arrondissement, nommé conseiller départemental en 1943                                        |
|         |              |                              |                                   | |
| 1945    | 1979         | Maurice Simon                | DVD-RPF puis RS puis UDR puis RPR | Huissier à Bretteville-sur-Laize, suppléant du député Robert Bisson (1958 à 1978)                                                            |
| 1979    | 1989 (décès) | Joël Simon (1940-1989)       | RPR                               | Chef d'entreprise, maire de Bretteville-sur-Laize (1983-1989)                                                                                |
| 1989    | 2004         | Jean-Jacques Lacoste         | PS                                | Directeur d'école, maire de Bretteville-sur-Laize (1989-2008), suppléant d'Yvette Roudy (1997-2002)                                          |
| 2004    | 2015         | Jacky Lehugeur               | PS                                | Maire de Gouvix depuis 1995, proviseur |

Le canton participe à l'élection du député de la troisième circonscription du Calvados.

## Composition

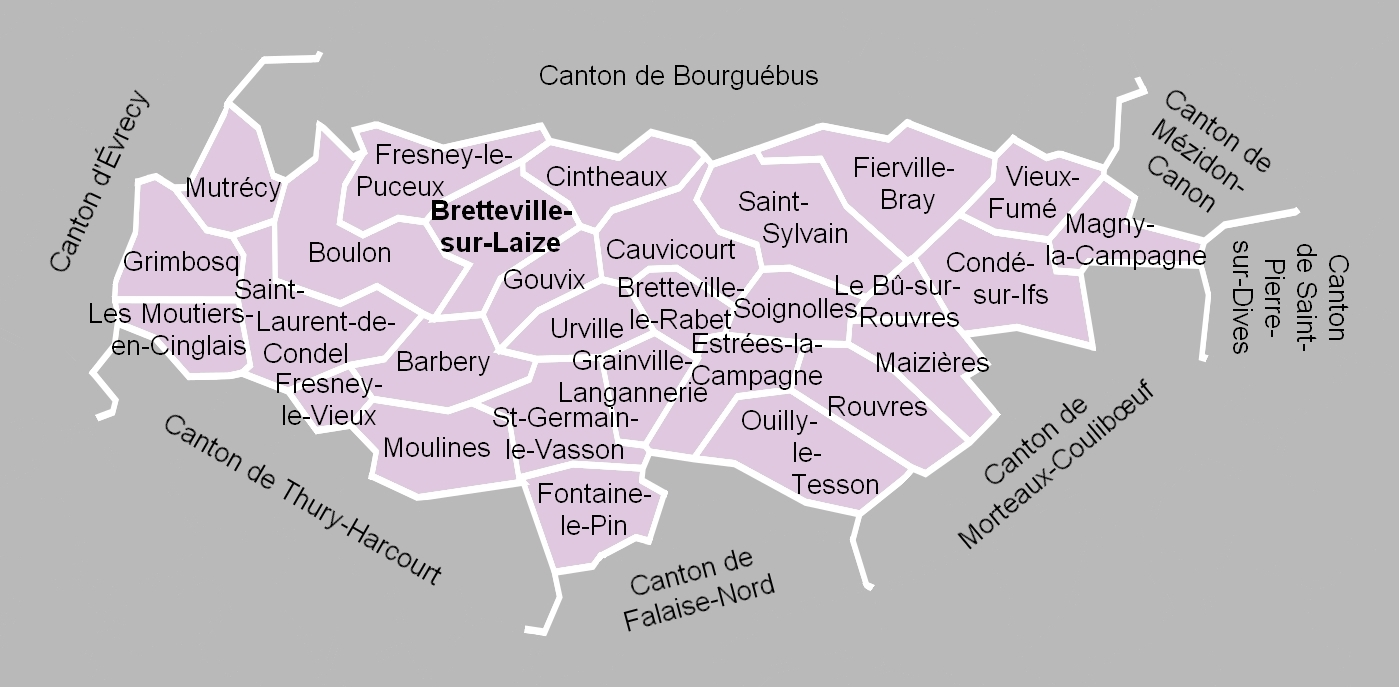
La carte des communes du canton. Les cantons limitrophes étaient ceux d'Évrecy, de Bourguébus, de Mézidon-Canon, de Saint-Pierre-sur-Dives, de Morteaux-Coulibœuf, de Falaise-Nord et de Thury-Harcourt.

Le canton de Bretteville-sur-Laize comptait 15 329 habitants en 2012 (population municipale) et regroupait vingt-neuf communes :
- Barbery ;
- Boulon ;
- Bretteville-le-Rabet ;
- Bretteville-sur-Laize ;
- Le Bû-sur-Rouvres ;
- Cauvicourt ;
- Cintheaux ;
- Condé-sur-Ifs ;
- Estrées-la-Campagne ;
- Fierville-Bray ;
- Fontaine-le-Pin ;
- Fresney-le-Puceux ;
- Fresney-le-Vieux ;
- Gouvix ;
- Grainville-Langannerie ;
- Grimbosq ;
- Magny-la-Campagne ;
- Maizières ;
- Moulines ;
- Les Moutiers-en-Cinglais ;
- Mutrécy ;
- Ouilly-le-Tesson ;
- Rouvres ;
- Saint-Germain-le-Vasson ;
- Saint-Laurent-de-Condel ;
- Saint-Sylvain ;
- Soignolles ;
- Urville ;
- Vieux-Fumé.

Avant 2015, c'était le canton de Basse-Normandie qui comptait le plus de communes.
À la suite du redécoupage des cantons pour 2015, les communes de Fontaine-le-Pin, Maizières, Ouilly-le-Tesson et Rouvres sont rattachées au nouveau canton de Falaise, les communes de Condé-sur-Ifs, Magny-la-Campagne et Vieux-Fumé à celui de Mézidon-Canon, les communes de Barbery, Boulon, Bretteville-le-Rabet, Bretteville-sur-Laize, Le Bû-sur-Rouvres, Cauvicourt, Cintheaux, Estrées-la-Campagne, Fresney-le-Puceux, Fresney-le-Vieux, Gouvix, Grainville-Langannerie, Grimbosq, Moulines, Les Moutiers-en-Cinglais, Mutrécy, Saint-Germain-le-Vasson, Saint-Laurent-de-Condel, Saint-Sylvain, Soignolles et Urville à celui de Thury-Harcourt et la commune de Fierville-Bray à celui de Troarn.

### Anciennes communes
Les anciennes communes suivantes étaient incluses dans le canton de Bretteville-sur-Laize :
- Vaux-la-Campagne, absorbée en 1811 par Magny-la-Campagne.
- Saint-Martin-des-Bois, absorbée en 1825 par Saint-Sylvain.
- Renémesnil, absorbée en 1829 par Cauvicourt.
- Quesnay, absorbée en 1831 par Estrées-la-Campagne.
- Quatre-Puits, absorbée en 1831 par Vieux-Fumé.
- Cingal et Fontaine-Halbout, absorbées en 1833 par Moulines.
- Bray-en-Cinglais, absorbée en 1835 par Fontaine-le-Pin.
- Le Mesnil-Touffrey, absorbée en 1846 par Barbery.
- Ifs-sur-Laizon, absorbée en 1846 par Condé-sur-Laizon..
- Quilly, absorbée en 1856 par Bretteville-sur-Laize.
- Cinq-Autels, absorbée en 1859 par Fierville-la-Campagne.
- Bray-la-Campagne, associée le 1er janvier 1973 à Fierville-la-Campagne. La commune prend le nom de Fierville-Bray et la fusion devient totale en 1987.

## Démographie
| 1962   | 1968   | 1975   | 1982   | 1990   | 1999   | 2006   | 2011   | 2012   |
| ------ | ------ | ------ | ------ | ------ | ------ | ------ | ------ | ------ |
| 10 797 | 10 689 | 10 755 | 11 909 | 12 413 | 12 810 | 13 859 | 15 118 | 15 329 |